# Rituelle Beleidigung
Als rituelle Beleidigung oder rituelle Beschimpfung wird in der sprachwissenschaftlichen Gesprächsanalyse eine im Dialog vorkommende ritualisierte Form der Scherzkommunikation zwischen vertrauten Gesprächspartnern bezeichnet. Im Unterschied zur „Beleidigung“ nach deutschem Recht verliert die ausgesprochene Beleidigung jegliche Bedrohlichkeit und bewirkt – je nach Gesprächskonstellation – sogar das Gegenteil. Die Grundlage einer rituellen Beleidigung in einer Gesprächs-Konstellation ist ein besonders hoher Grad an Vertrautheit der Gesprächspartner. Dies ermöglicht die gegenseitige Beleidigung in dem sicheren Wissen, dass sie nicht als solche verstanden wird.

## Herkunft
Die rituelle Beleidigung beruht auf dem Prinzip der Scherzkommunikation, die laut Wilfried Schütte eine grundlegende „Umdefinition der normalen Regeln“ beschreibt, wodurch Formulierungen und Aussagen „nicht mehr in normaler Weise als Indikatoren für bestimmte Sprechakte genommen werden können“. Der Sprachwissenschafter Klaus Vorderwülbecke merkte 2004 an: „Die Prinzipien der Qualität und der Höflichkeit werden absichtlich verletzt, um Intimität zu dokumentieren.“ Die rituelle, imagegefährdende Unterstellung trägt teilweise parodistische Züge und wird entsprechend vom Gesprächspartner nicht ernst genommen.

## Jugendsprache
In der Jugendsprache wird die rituelle Beleidigung als Auswahlmedium genutzt, um innerhalb einer Gruppierung eine Hierarchie festzulegen. Dabei spielt nicht nur die Reaktion des Duellpartners eine Rolle, sondern auch die Reaktionen der anderen Gruppenmitglieder, welche in diesem Fall als eine Art Jury fungieren und somit den Gewinner festlegen.
Die Aussprache sowie die zwischenmenschliche Kommunikation und Interaktion ist demnach ausschlaggebend, ob eine Beleidigung als rituelle Beleidigung oder als Aggression gewertet wird. „Manchmal soll allein die Länge eines Vokals entscheidend dafür sein, ob z. B. [der Ausdruck] Opferknecht tatsächlich beleidigend oder anerkennend gemeint ist“.